# Stöckheim (Brunswick)
Stöckheim fue un histórico pueblo que actualmente pertenece a la ciudad alemana de Brunswick a la que se incorporó en 1974. Está situado en la ribera del río Oker.

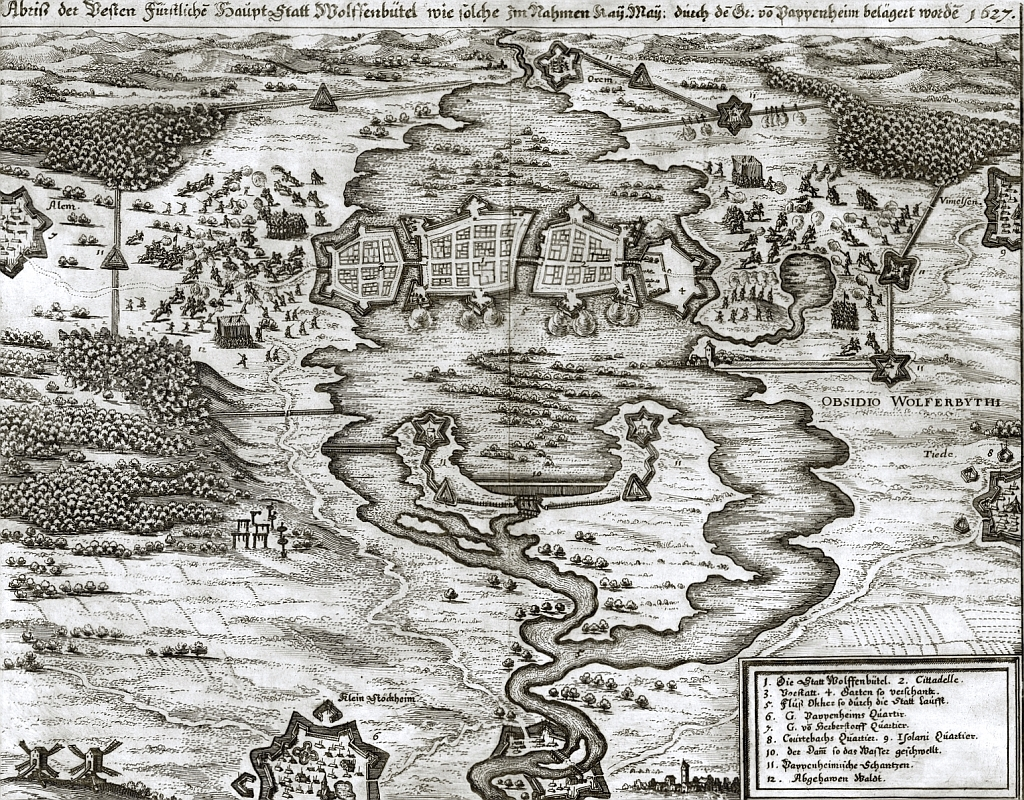
Asedio Wolfenbüttels en la Guerra de los Treinta años con la Capital de la Oker al sur de Stöckheim, así como la Representación de la Truppenlager. En la parte inferior Stöckheim.

La ubicación de Stöckheim, entre  las ciudades de Brunswick y Wolfenbüttel, la llevaron durante la Edad Media, a continuos asedios y saqueos. Ya Enrique el León, llevó sus tropas contra Gunzelin von Wolfenbüttel. En 1432, los descendientes de Enrique, los hermanos Guillermo el Victorioso y Enrique el Pacífico, quienes lucharon entre sí por la herencia, quemando finalmente Stöckheim. 
En 1531 combatieron los luteranos de la Liga de Esmalcalda de Brunswick, contra los católicos de Wolfenbüttel, de las cuales Stöckheim no se salvó. 
En la Guerra de los Treinta años, en el asedio a Wolfenbüttel en 1627, se construyó un dique sobre el río Oker, para inundar Wolfenbüttel, en la que los 12.000 hombre de las tropas de Pappenheimschen, eligieron Stöckheim como Cuartel General. 
Después de la Guerra de los Treinta años,  en 1671, el Duque Rudolf August von Braunschweig-Wolfenbüttel conquistó para Brunswick-Wolfenbüttel, la ciudad de Brunswick. Trasladó su residencia de Wolfenbüttel a Brunswick y construyó en 1680,  una nueva calzada, para su comunicación, llamada mansión del camino 

#### Lugares de interés
|              |
| Mapa de 1800 |

|                                                                           |
| La casa Sternhaus situada en Lechlumer Holz, antiguamente fue una posada. |

| |
| La casa más antigua que data de 1651, perteneciente al conjunto monumental Schriftsassenhofs (renovada en 2005). |

|                                                               |
| Mansión del Schriftsassenhofs vista desde la calle Leipziger. |

|                                                                            |
| Representación de la histórica Schriftsassenhofs y del jardín circundante. |

|                              |
| Fachada del Rokoko Pavillon. |

|                                                                                  |
| El mercado Stöckheimer y la parada del tren a la izquierda, en el centro urbano. |

|                                         |
| Iglesia evangélica y Capilla de la Oker |

|                                        |
| Iglesia católica en la calle Leipziger |

|                                          |
| Teatro forum en la Großen Weghaus - 2007 |

| |
| El viejo tranvía 113, con motivo del 120 aniversario del tranvía eléctrico en Braunschweig, que unía a Braunschweig con Wolfenbüttel. |